# Elaiochoiri (Ahaia)
Elaiochoiri  este un oraș în Grecia în prefectura Ahaia.